# Liste der Biografien/Elf
Liste der Biografien |
Portal Biografien |
Personensuche
# |
A |
B |
C |
D |
E |
F |
G |
H |
I |
J |
K |
L |
M |
N |
O |
P |
Q |
R |
S |
T |
U |
V |
W |
X |
Y |
Z |
?
 
Ea |
Eb |
Ec |
Ed |
Ee |
Ef |
Eg |
Eh |
Ei |
Ej |
Ek |
El |
Em |
En |
Eo |
Ep |
Eq |
Er |
Es |
Et |
Eu |
Ev |
Ew |
Ex |
Ey |
Ez
 
Ela |
Elb |
Elc |
Eld |
Ele |
Elf |
Elg |
Elh |
Eli |
Elj |
Elk |
Ell |
Elm |
Eln |
Elo |
Elp |
Elr |
Els |
Elt |
Elu |
Elv |
Elw |
Ely |
Elz
Die Liste der Biografien führt alle Personen auf, die in der deutschsprachigen Wikipedia einen Artikel haben. Dieses ist eine Teilliste mit 50 Einträgen von Personen, deren Namen mit den Buchstaben „Elf“ beginnt.

## Elf
- Elf, Mark (* 1949), US-amerikanischer Jazzmusiker
- Elf, Renate (* 1947), deutsche Juristin

### Elfa
- Elfadli, Daniel (* 1997), libysch-deutscher FußballspielerDaniel Elfadli (* 1997)

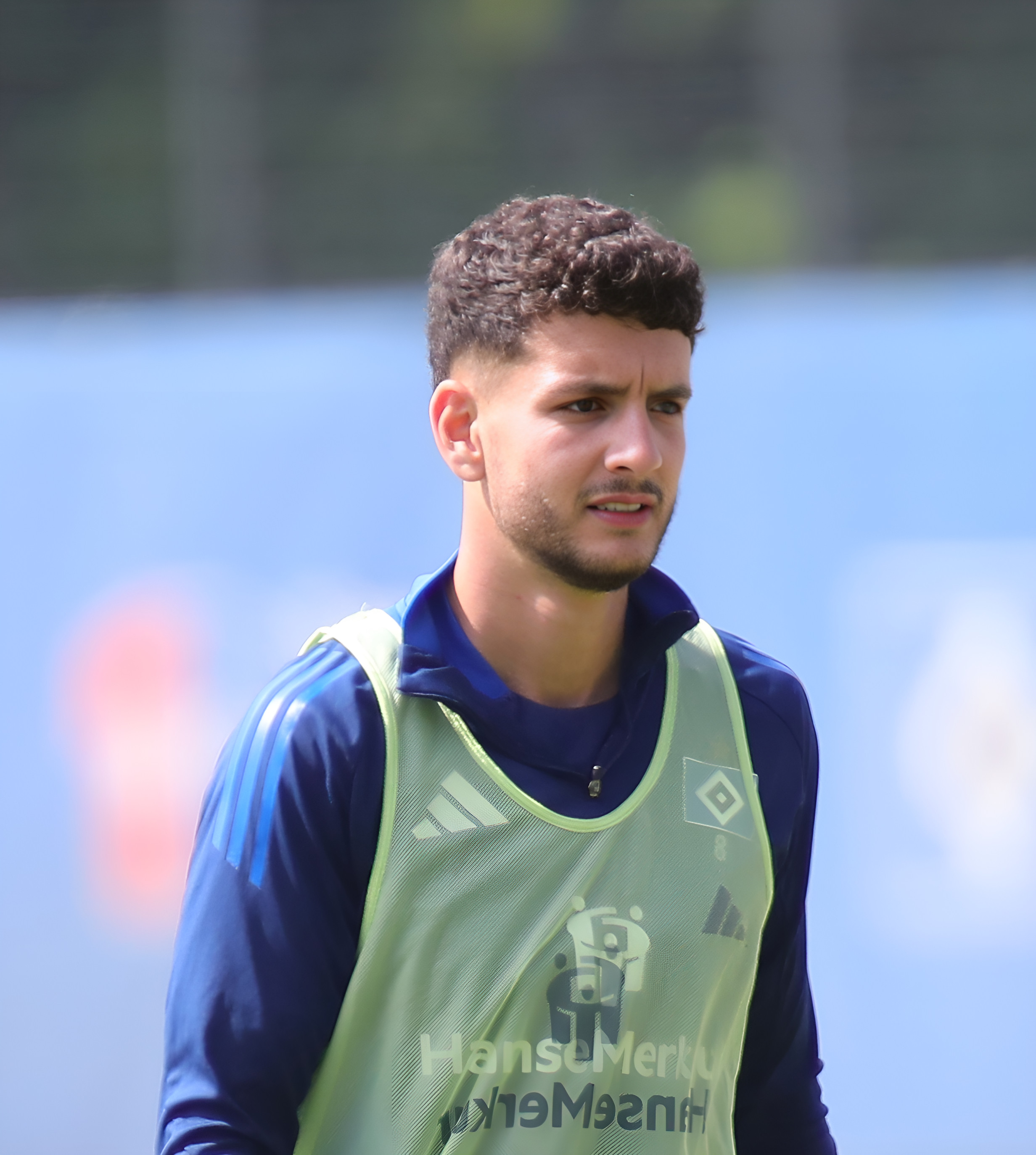
Daniel Elfadli (* 1997)

- Elfand, Martin (* 1937), US-amerikanischer Filmproduzent
- Elfath, Ismail (* 1982), marokkanisch-US-amerikanischer Fußballschiedsrichter

### Elfe
- Elfe, Horst (1917–2008), deutscher Betriebswirt und Präsident der IHK Berlin
- Elfe, Wilhelm (1843–1931), Ehrenbürger Wittenbergs
- Elfeky, Amira, US-amerikanische Sängerin und Songwriterin
- Elfeld, Ernst (1829–1912), Urbild des Bendix Grünlich in Thomas Manns Buddenbrooks
- Elfeldt, Maximilian, US-amerikanischer Filmproduzent, Filmregisseur, Filmeditor, Drehbuchautor und Filmschauspieler
- Elfeldt, Otto (1895–1982), deutscher Generalleutnant der Wehrmacht während des Zweiten Weltkriegs
- Elfen-Frenken, Fria (* 1934), österreichische Künstlerin, Buchgestalterin und Galeristin
- Elfenbein, Josef (1927–2019), US-amerikanischer Iranist und Hochschullehrer
- Elfenkämper, Helmut (* 1947), deutscher Diplomat und Botschafter
- Elfering, Bernd (* 1956), deutscher Fußballspieler
- Elferink, Tim Oude (* 1987), niederländischer Beachvolleyballspieler
- Elfers, Achim (* 1965), deutscher Schriftsteller
- Elfers, August (1897–1959), deutscher lutherischer Theologe und Missionar
- Elfers, Bernhard († 1706), deutscher Jurist, Sekretär des Hansekontors in Bergen und Ratsherr der Hansestadt Rostock
- Elfers, Konrad (1919–1996), deutscher Komponist und Pianist
- Elfers, Margrit (* 1993), deutsche Triathletin
- Elfert, Gerhard (1942–2023), deutscher Fußballspieler
- Elfert, Gustav (1886–1945), deutscher Widerstandskämpfer
- Elfes, Wilhelm (1884–1969), deutscher Politiker (Zentrum, CDU, Deutsche Sammlung, Bund der Deutschen, DFU), MdL
- Elfes, Will (1924–1971), deutscher Bildhauer und Musiker

### Elff
- Elff, Martin (* 1967), deutscher Politikwissenschaftler
- Elfferding, Wieland (* 1950), deutscher Publizist
- Elffers, Dick (1910–1990), niederländischer Grafiker, Maler und Bildhauer

### Elfg
- Elfgen, Hans (1889–1968), deutscher Verwaltungsjurist, Rechtsanwalt und Regierungspräsident des Regierungsbezirks Köln (1927–1933)

### Elfi
- Elfinger, Anton (1821–1864), österreichischer Arzt und Zeichner
- Elfinger, Josef (1911–1988), deutscher Architekt
- Elfira Christina, Maria (* 1986), indonesische Badmintonspielerin

### Elfl
- Elflein, Ada María (1880–1919), argentinische Autorin
- Elflein, Dietmar (* 1964), deutscher Musikwissenschaftler
- Elflein, Hermann (1892–1943), deutscher Politiker (KPD) und Widerstandskämpfer
- Elflein, Marc (* 2005), deutscher Kinderdarsteller
- Elflein, Pat (* 1994), US-amerikanischer American-Football-Spieler

### Elfm
- Elfman, Bodhi (* 1969), US-amerikanischer Schauspieler
- Elfman, Danny (* 1953), US-amerikanischer Film-Musikkomponist und Mitglied der Band Oingo BoingoDanny Elfman (* 1953)

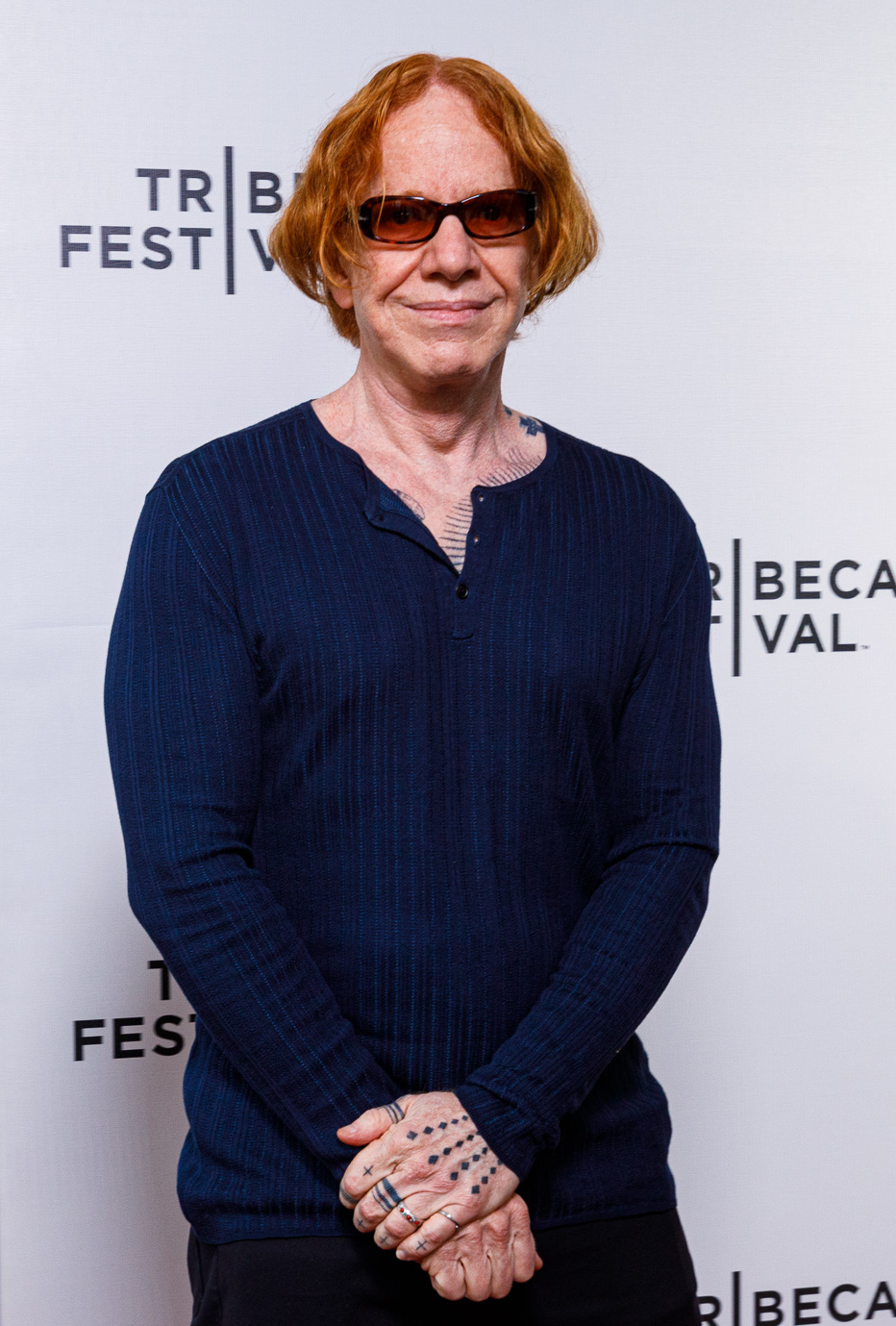
Danny Elfman (* 1953)

- Elfman, Jenna (* 1971), US-amerikanische Schauspielerin
- Elfman, Marja (* 1972), schwedische Freestyle-Skisportlerin

### Elfo
- Elford, Vic (1935–2022), britischer Automobilrennfahrer
- Elford, William Joseph (1900–1952), britischer Mikrobiologe
- Elford-Alliyu, Lateef (* 1992), englischer Fußballspieler

### Elfr
- Elfreth, Sarah (* 1988), US-amerikanische Politikerin (Demokratische Partei)
- Elfring, Calvin (* 1976), kanadischer Eishockeyspieler
- Elfring, Helmut (1933–2019), deutscher Politiker (CDU), MdL

### Elfs
- Elfsberg, Joa (* 1979), schwedische Eishockeyspielerin
- Elfström, Hanna Elffors (* 1995), schwedische Schauspielerin
- Elfström, Sten (1942–2024), schwedischer Schauspieler